# Rio Pratos
O rio Pratos é um curso de água do noroeste do estado do Rio Grande do Sul, também chamado de Lajeado Pratos e pertencente à Bacia Hidrográfica dos rios Turvo, Santa Rosa e Santo Cristo. 
A sua nascente está localizada no município de Horizontina, banhando também os municípios de Tucunduva, Novo Machado e Doutor Maurício Cardoso. O Pratos desagua no rio Uruguai, entre os municípios de Novo Machado e Doutor Maurício Cardoso. 
O Pratos possui os seguintes afluentes: Lajeado Boeno, Lajeado Bugre, Lajeado Guilherme, Lajeado Tamanduá e Lajeado Toldo.